# Carlipa
Carlipa är en kommun i departementet Aude i regionen Occitanien  i södra Frankrike. Kommunen ligger  i kantonen Castelnaudary-Nord som ligger i arrondissementet Carcassonne. År 2022 hade Carlipa 338 invånare.

## Befolkningsutveckling
Antalet invånare i kommunen Carlipa
Referens: INSEE